# Amphoe Pak Kret
Amphoe Pak Kret (Thai: อำเภอ ปากเกร็ด, Aussprache: ʔāmpʰɤ̄ː pàːk krèt) ist ein Landkreis (Amphoe – Verwaltungs-Distrikt) der Provinz Nonthaburi. Die Provinz Nonthaburi liegt nördlich von Bangkok in der Zentralregion von Thailand. 

## Geographie
Amphoe Pak Kret liegt im Nordosten der Provinz Nonthaburi.
Die benachbarten Amphoe sind im Uhrzeigersinn von Norden aus: Lat Lum Kaeo und Mueang Pathum Thani der Provinz Pathum Thani, die Distrikte von Bangkok Don Mueang und Lak Si sowie Mueang Nonthaburi und Bang Bua Thong der Provinz Nonthaburi.
Amphoe Pak Kret wird vom Mae Nam Chao Phraya (Chao-Phraya-Fluss), dem wichtigsten Strom Zentralthailands, durchflossen. Dieser bildet hier eine größere Schleife, zu deren Abkürzung bereits im 18. Jahrhundert ein Durchstich angelegt wurde, der Mae Nam Lat Kret (แม่น้ำลัดเกร็ด). Dadurch ist die Insel Ko Kret (siehe unten) entstanden.
Der Chao Phraya bzw. Lat Kret gliedert den Bezirk in einen sehr dicht besiedelten östlichen Teil, der vollständig von der gleichnamigen Stadt (Thesaban Nakhon) Pak Kret eingenommen wird (hier leben mehr als drei Viertel der Einwohner des Bezirks), und einen eher ländlich oder suburban geprägten westlichen Teil.

## Ausbildung

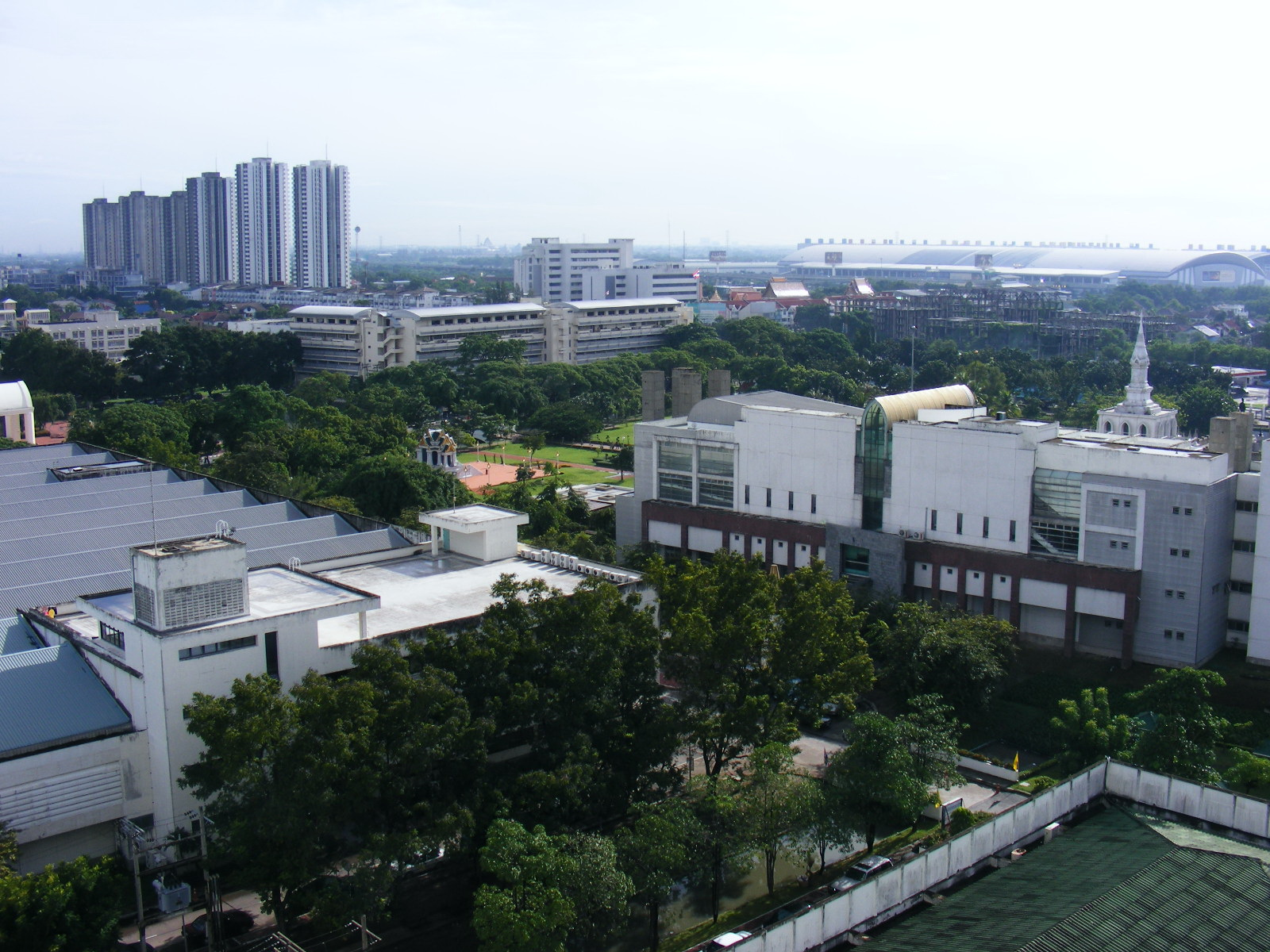
Blick über das Gelände der Offenen Universität Sukhothai Thammathirat, im Hintergrund die Hochhäuser von Mueang Thong Thani

Grund- und weiterführende Schulen in Amphoe Pak Kret: 
- Nawamintharachinuthit-Horwang-Schule Nonthaburi (Thai: โรงเรียนนวมินทราชินูทิศ หอวัง นนทบุรี, auch „Horwang-Non“ genannt), koedukative weiterführende Schule (Matthayom)
- Suankularb-Wittayalai-Schule Nonthaburi (Thai: โรงเรียนสวนกุหลาบวิทยาลัย นนทบุรี, auch „Suan-Non“ genannt), koedukative weiterführende Schule (Matthayom)
- Sekundarschule Pak Kret (Thai: โรงเรียนปากเกร็ด), koedukative weiterführende Schule (Matthayom)
- Wat-Poramai-Yigawat-Schule (Thai: โรงเรียนวัดปรมัยยิกาวาส), Schule auf Ko Kret, von Vorschule bis Sekundarstufe I (Anuban bis Mathayom ton ton)
- Wat-Salakun-Schule (Thai: โรงเรียนวัดศาลากุล), Vor- und Grundschule auf Ko Kret (Anuban bis Prathom)
- Pichaya-Suksa-Schule (Thai: โรงเรียนพิชญศึกษา), private koedukative Schule, von Vorschule bis Sekundarstufe II (Anuban bis Mathayom)
- International School Bangkok

Außerdem befindet sich im Amphoe Pak Kret das Zentrum der Offenen Universität Sukhothai Thammathirat, einer staatlichen, zulassungsfreien Fernuniversität.

## Transport
Durch Pak Kret führen mehrere wichtige Straßen:
- der westliche Abschnitt der Kanchanaphisek-Straße (Thanon Kanchanaphisek), auch Outer Bangkok Ring Road genannt, Autobahn 9 bzw. Asian Highway 2, sechsspurig ausgeführte äußere Umgehungsstraße des Großraums Bangkok
- Sirat-Expressway (Thang Phiset Si Rat), mautpflichtige Hochstraße für den nördlichen Ausfallverkehr von Bangkok
- Chaeng-Watthana-Straße (Thanon Chaeng Watthana), Nationalstraße 304, verbindet Pak Kret mit dem Bangkoker Bezirk Lak Si
- Tiwanon-Straße (Thanon Tiwanon), Nationalstraße 306, verbindet Pak Kret mit Nonthaburi im Süden und der Provinz Pathum Thani im Norden
- Straße Nonthaburi–Pathum Thani (Thanon Nonthaburi–Pathum Thani), Nationalstraße 307, verbindet Pak Kret mit dem westlichen Teil der Provinz Pathum Thani
- Straße Bang Bua Thong–Bang Khu Wat (Thanon Bang Bua Thong–Bang Khu Wat), Nationalstraße 345,
- Umgehungsstraße Pak Kret (Thanon Liang Mueang Pak Kret), Ausweichstrecke zur Thanon Tiwanon, die das Stadtzentrum von Pak Kret umgeht,
- Chaiyaphruek-Straße (Thanon Chaiyaphruek), westliche Verlängerung der Chaeng-Watthana-Straße zur Ratchaphruek-Straße,
- Ratchaphruek-Straße (Thanon Ratchaphruek), verbindet Amphoe Pak Kret mit Amphoe Mueang Nonthaburi und dem Bangkoker Bezirk Taling Chan,
- Si-Saman-Straße (Thanon Si Saman), verbindet Pak Kret mit dem Bangkoker Bezirk Don Mueang.

Es gibt auf dem Gebiet von Amphoe Pak Kret zwei Brücken über den Chao Phraya.

## Wirtschaft
- Ausgewählte OTOP-Produkte des Landkreises:
  - Handtaschen aus geflochtenen Wasserhyazinthen (เบญจรงค์)[1]

## Religion
- Wat Paramai Yikawat Worawihan (วัดปรมัยยิกาวาส์วรวิหาร)
- Wat Ku (วัดกู้)
- Wat Chim Phli Sutthawat (วัดฉิพลีสุทธาวาส)
- Wat Ko Phaya Cheng (วัดเกาะพญาเจ่ง)
- Wat Prot Ket (วัดโปรดเกษ)
- Wat Saeng Siri Tham (วัดแสงสิริธรรม)
- Wat Sao Thong Thong (วัดเสาธงทอง)
- Wat Thong Khung (วัดท้องคุ้ง)

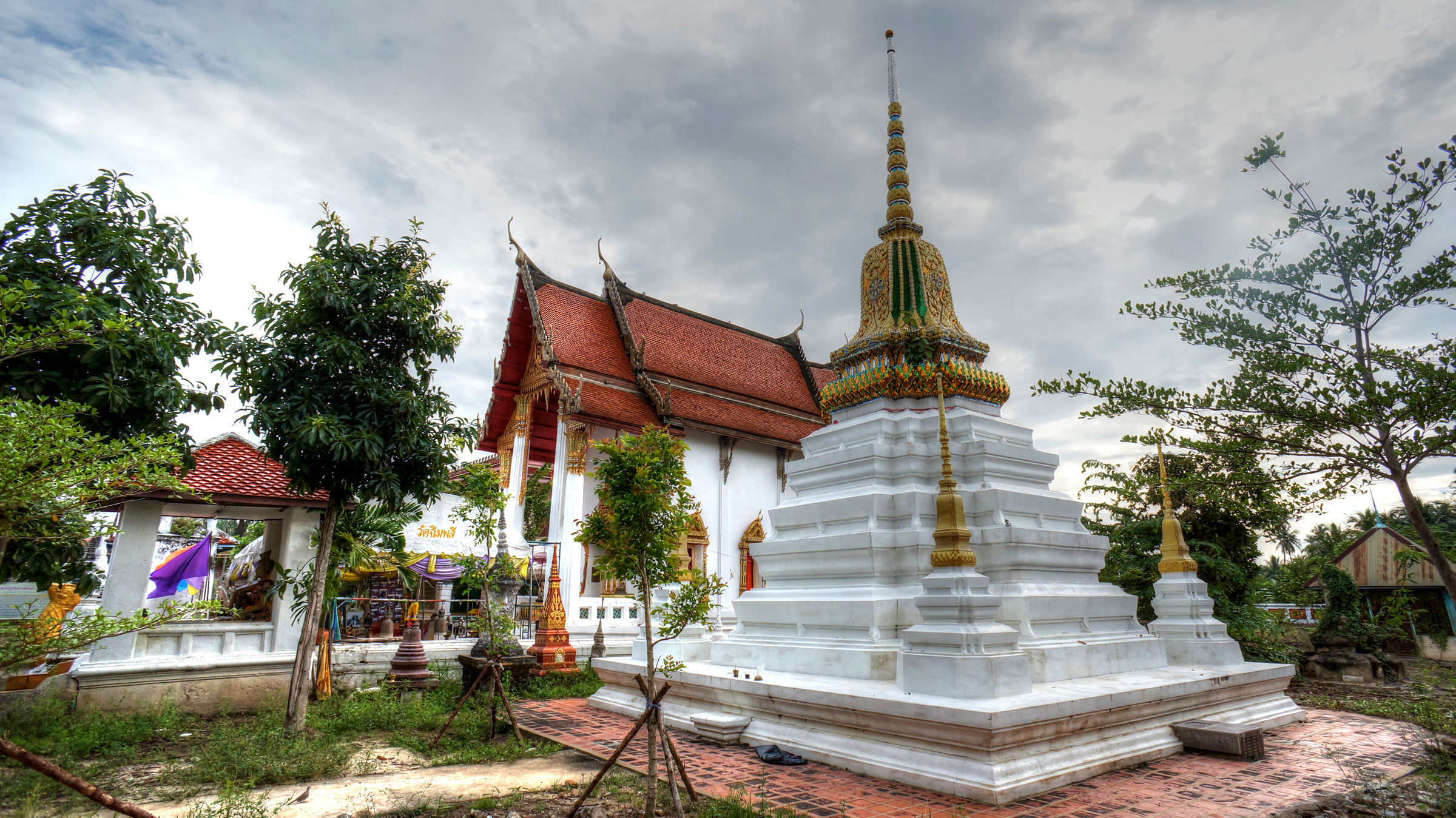
Wat Chim Phli
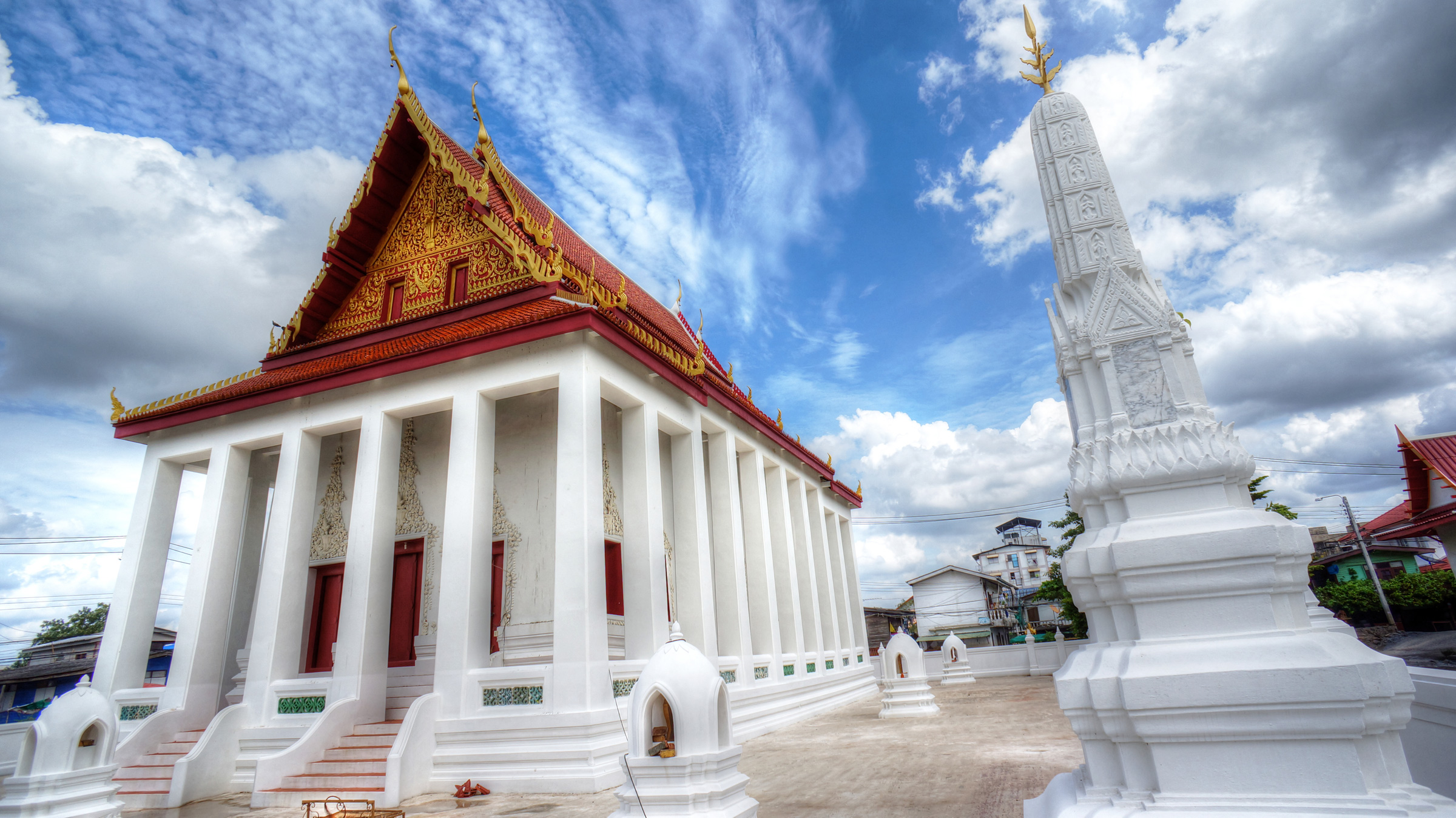
Wat Ko Phaya Cheng
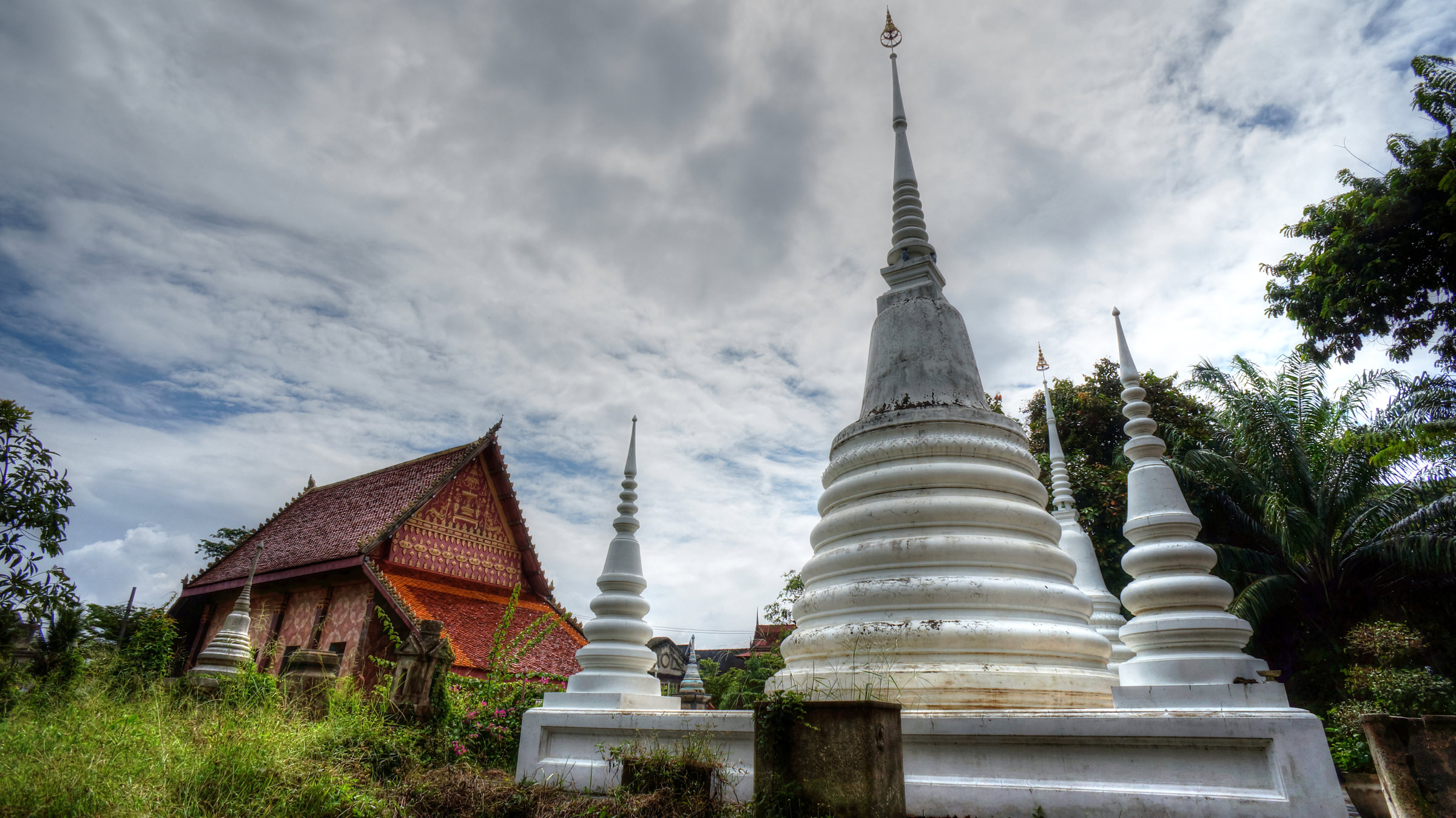
Wat Prot Ket
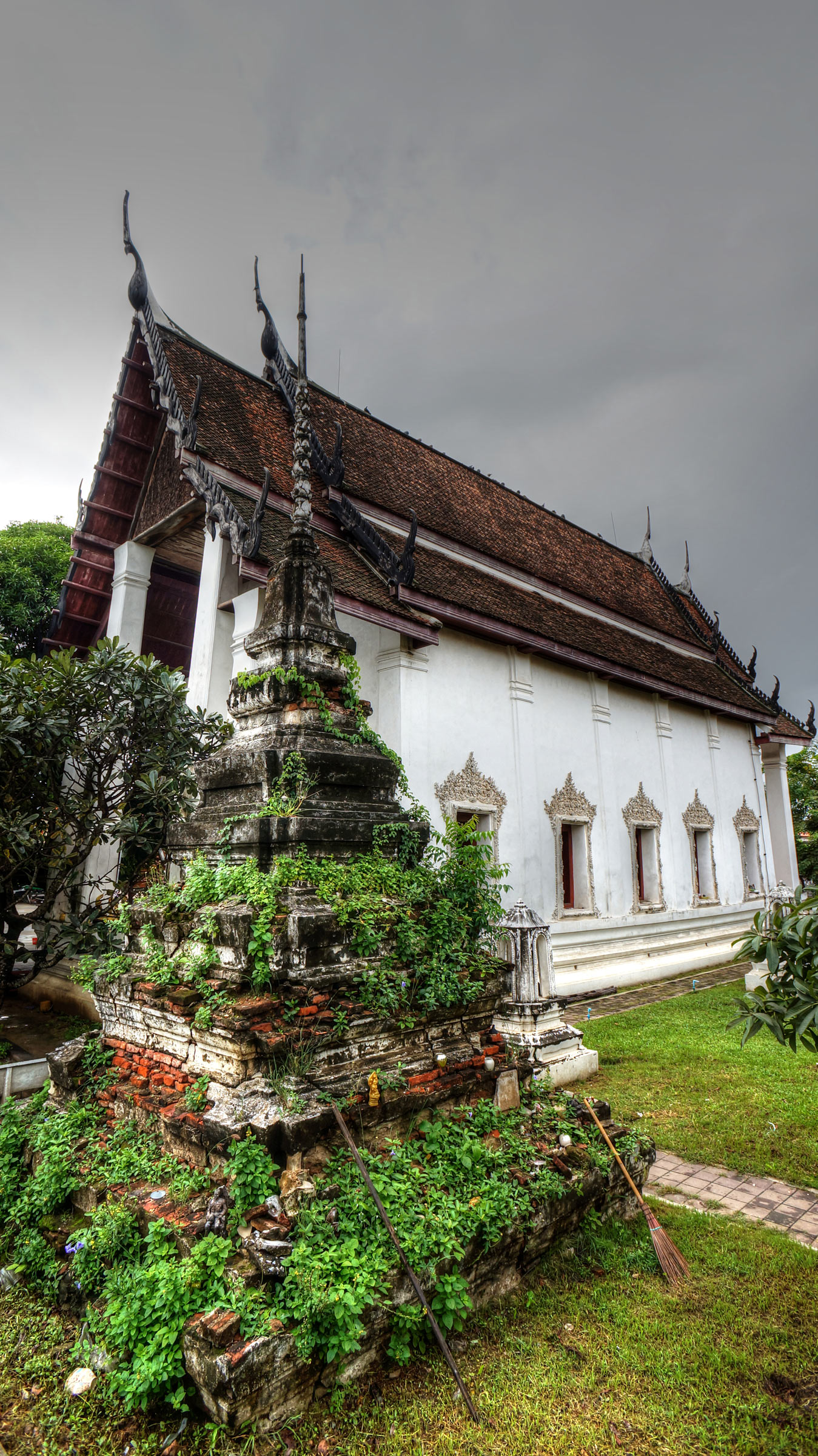
Wat Saeng Siri Tham
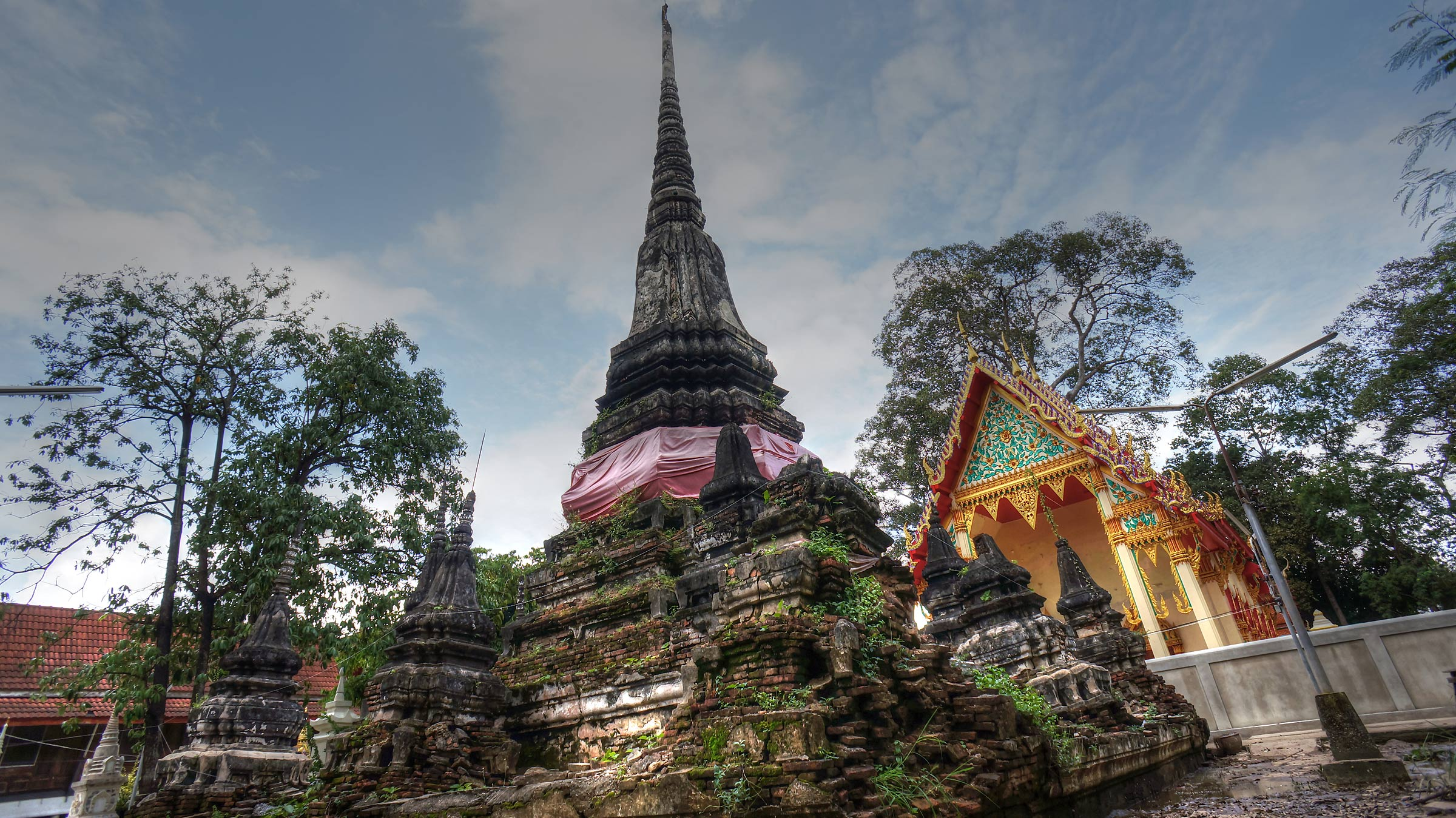
Wat Sao Thong Thong
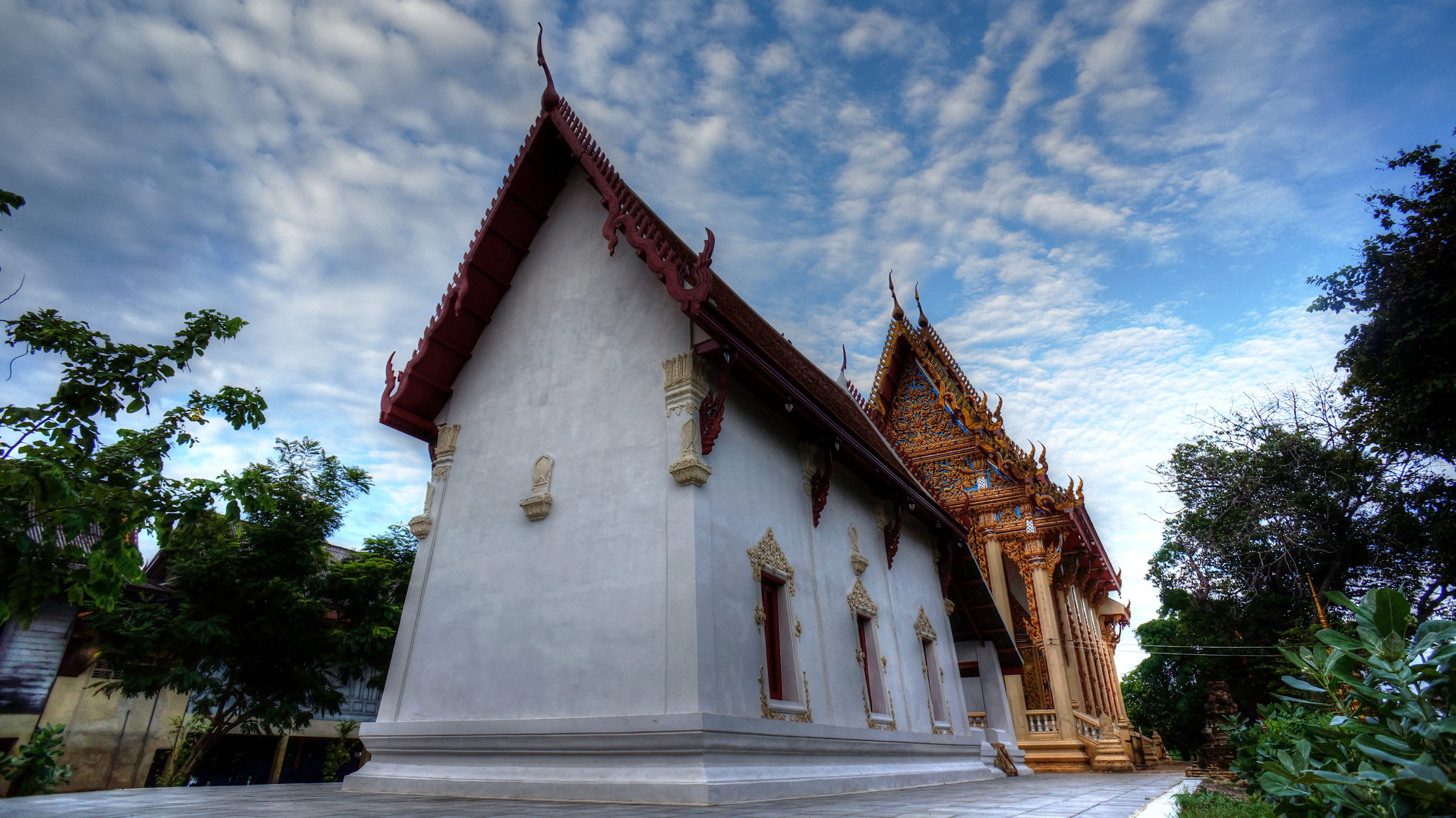
Wat Thong Khung

## Sehenswürdigkeiten

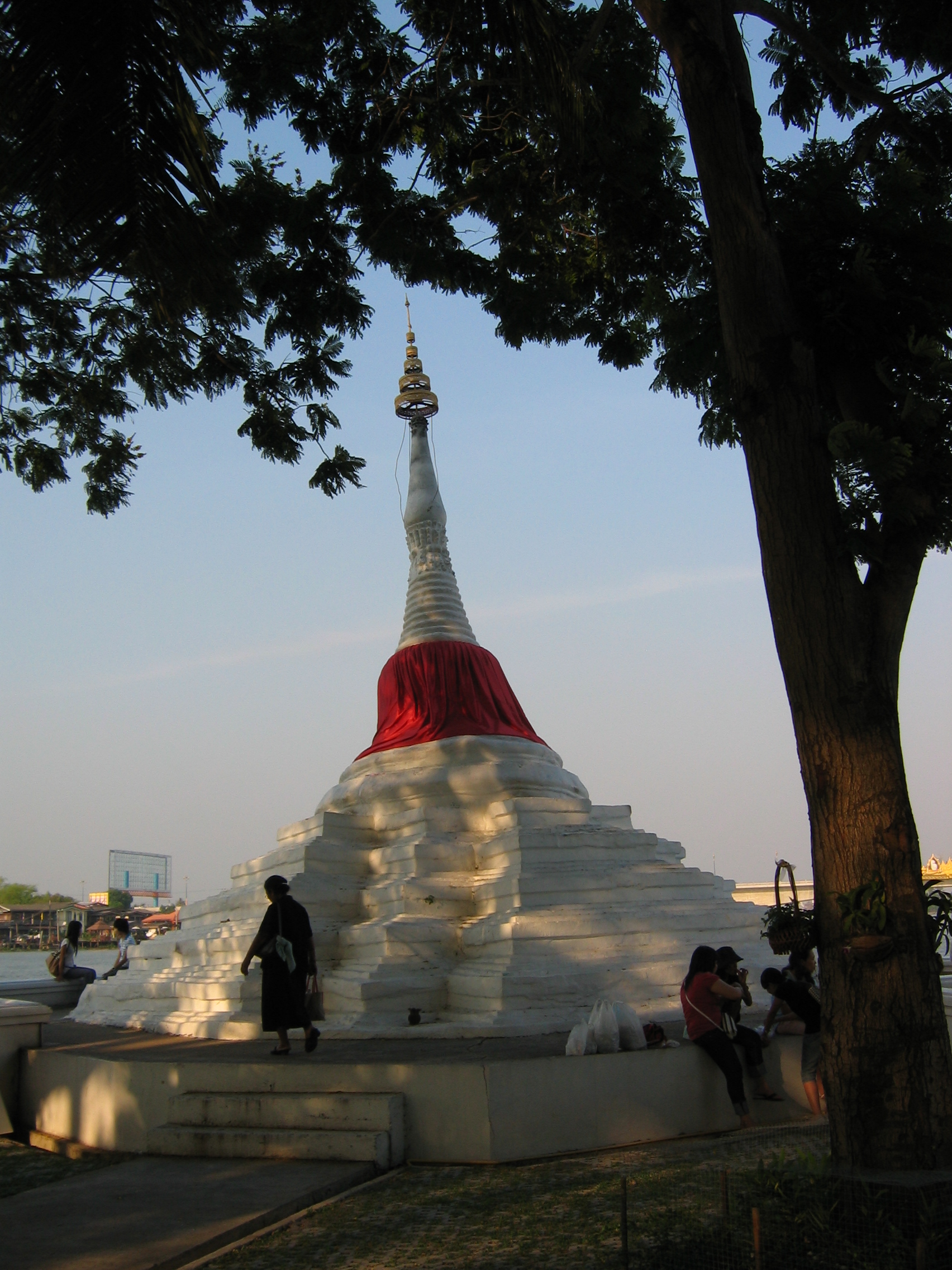
Schiefer Chedi (Wat Paramai Yikawat), Wahrzeichen von Ko Kret

### Ko Kret
Die Insel Ko Kret, eine knapp vier Quadratkilometer große Insel inmitten des Mae Nam Chao Phraya. Diese Insel wird im Norden, Westen und Süden vom ursprünglichen Lauf des Mae Nam Chao Phraya gebildet, das Ostufer bildet ein Kanal (Khlong), dem Khlong Lat Kret (คลองลัดเกร็ด). Dieser soll im Jahre 1721 gegraben worden sein, allerdings sieht es so aus, als ob dieser Kanal bereits auf einer recht exakten holländischen Seekarte aus dem Jahr 1650 verzeichnet ist. Ausländische Seeleute, die mit ihren Segelschiffen damals bis nach Ayutthaya segelten, nannten den Kanal den „kleinen Moskito-Durchstich“, da sich hier immer sehr viele Stechmücken versammelten. Die Insel wird heute fast ausschließlich von Menschen der Volksgruppe der Mon bewohnt, die in ganz Thailand berühmt für ihre Töpferwaren sind. Am nordöstlichen Ende der Insel steht als Wahrzeichen der schiefe Chedi des Wat Paramai Yikawat. Die Insel ist für den Autoverkehr gesperrt.

### Mueang Thong Thani
Mueang Thong Thani ist eine Satellitenstadt mit zahlreichen Wohnhochhäusern, die 1989 von der thailändischen Gesellschaft Bangkok Land geplant wurde. 1998 baute die Gesellschaft das Mueang-Thong-Thani-Stadion für die 13. Asian Games, welche im Dezember 1998 in Bangkok und Umgebung stattfanden. Das Stadion wurde später in „IMPACT Arena“ umbenannt und ist ein Teil des Veranstaltungs-, Tagungs- und Ausstellungsgeländes „Impact“. Die 12.000 Sitzplätze umfassende Konzert- und Sporthalle ist die erste Adresse im Raum Bangkok für internationale Konzerte. Der Komplex umfasst außerdem Messehallen und ein Tagungszentrum.
Ebenfalls in diesem Gebiet befindet sich das SCG Stadium, das Heimstadion des Erstliga-Fußballvereins Muangthong United.

## Verwaltung

### Provinzverwaltung
Der Landkreis Pak Kret ist in zwölf Tambon („Unterbezirke“ oder „Gemeinden“) eingeteilt, die sich weiter in 85 Muban („Dörfer“) unterteilen.
| Nr.  | Name             | Thai       | Muban | Einw.  |
| ---- | ---------------- | ---------- | ----- | ------ |
| 01.  | Pak Kret         | ปากเกร็ด    | 05    | 36.869 |
| 02.  | Bang Talat       | บางตลาด    | 10    | 47.378 |
| 03.  | Ban Mai          | บ้านใหม่     | 06    | 27.696 |
| 04.  | Bang Phut        | บางพูด      | 09    | 61.628 |
| 05.  | Bang Tanai       | บางตะไนย์   | 05    | 04.724 |
| 06.  | Khlong Phra Udom | คลองพระอุดม | 06    | 05.272 |
| 07.  | Tha It           | ท่าอิฐ       | 10    | 16.237 |
| 08.  | Ko Kret          | เกาะเกร็ด   | 07    | 05.705 |
| 09.  | Om Kret          | อ้อมเกร็ด    | 06    | 02.943 |
| 010. | Khlong Khoi      | คลองข่อย    | 12    | 07.147 |
| 011. | Bang Phlap       | บางพลับ     | 05    | 08.223 |
| 012. | Khlong Kluea     | คลองเกลือ   | 04    | 08.659 |

### Lokalverwaltung
Es gibt eine Kommune mit „Großstadt“-Status (Thesaban Nakhon) im Landkreis:
- Pak Kret (Thai: เทศบาลนครปากเกร็ด) bestehend aus den kompletten Tambon Pak Kret, Bang Talat, Ban Mai, Bang Phut, Khlong Kluea.

Es gibt eine Kommune mit „Kleinstadt“-Status (Thesaban Tambon) im Landkreis:
- Bang Phlap (Thai: เทศบาลตำบลบางพลับ) bestehend aus dem kompletten Tambon Bang Phlap.

Außerdem gibt es sechs „Tambon-Verwaltungsorganisationen“ (องค์การบริหารส่วนตำบล – Tambon Administrative Organizations, TAO)
- Bang Tanai (Thai: องค์การบริหารส่วนตำบลบางตะไนย์) bestehend aus dem kompletten Tambon Bang Tanai.
- Khlong Phra Udom (Thai: องค์การบริหารส่วนตำบลคลองพระอุดม) bestehend aus dem kompletten Tambon Khlong Phra Udom.
- Tha It (Thai: องค์การบริหารส่วนตำบลท่าอิฐ) bestehend aus dem kompletten Tambon Tha It.
- Ko Kret (Thai: องค์การบริหารส่วนตำบลเกาะเกร็ด) bestehend aus dem kompletten Tambon Ko Kret.
- Om Kret (Thai: องค์การบริหารส่วนตำบลอ้อมเกร็ด) bestehend aus dem kompletten Tambon Om Kret.
- Khlong Khoi (Thai: องค์การบริหารส่วนตำบลคลองข่อย) bestehend aus dem kompletten Tambon Khlong Khoi.